# Ellendale (Delaware)
Pour les articles homonymes, voir Ellendale.
Ellendale est une ville américaine située dans le comté de Sussex, dans l'État du Delaware.

## Démographie
| 1910 | 1920 | 1930  | 1940  | 1950  | 1960  |
| ---- | ---- | ----- | ----- | ----- | ----- |
| 374  | 620  | 1 323 | 1 630 | 5 314 | 7 319 |

| 1970  | 1980  | 1990  | 2000  | 2010  | - |
| ----- | ----- | ----- | ----- | ----- | - |
| 8 415 | 6 493 | 5 935 | 5 800 | 6 131 | - |

Selon le recensement de 2010, Ellendale compte 381 habitants. La municipalité s'étend sur 0,44 milles carrés (1,14 km2).